# Gauss (đơn vị)
Gauss, viết tắt là G hoặc Gs, là đơn vị CGS đo mật độ thông lượng từ (hoặc "cảm ứng từ") (B). Nó được đặt tên theo nhà toán học và vật lý người Đức Carl Friedrich Gauss. Một (1) gauss được định nghĩa là một maxwell trên mỗi cm vuông. Hiện nay, hệ thống CGS đã được thay thế bởi hệ thống đơn vị quốc tế (SI), sử dụng tesla (ký hiệu T) làm đơn vị mật độ thông lượng từ. [3] Một gauss bằng 1/10.000 tesla (100 μT), vì vậy 1 tesla = 10.000 gauss.

## Tên và quy ước của đơn vị
Theo quy ước với tất cả các đơn vị có tên bắt nguồn từ tên của một người, chữ cái đầu tiên của ký hiệu là chữ hoa ("G"), nhưng khi đơn vị được viết diễn dịch, nó phải được viết bằng chữ thường ("gauss"), trừ khi nó bắt đầu một câu.

## Chuyển đổi đơn vị
{\displaystyle {\begin{aligned}1\,{\rm {G}}&={\frac {\rm {Mx}}{{\rm {cm}}^{2}}}={\rm {cm}}^{-1/2}\,{\rm {g}}^{1/2}\,{\rm {s}}^{-1}\\&=10^{-4}\,{\rm {T}}=10^{-4}{\frac {\rm {kg}}{{\rm {A}}{\cdot }{\rm {s^{2}}}}}\end{aligned}}}
Theo hệ thống các đơn vị Gaussian (cgs), gauss là đơn vị mật độ thông lượng từ B và tương đương với Mx / cm², trong khi oersted là đơn vị từ trường H. Một tesla (T) bằng 104 gauss và một ampere (A) trên mỗi mét bằng 4π x 10−3 oersted. [5]
Các đơn vị cho từ thông Φ, là tích phân của từ trường trên một diện tích, là weber (Wb) trong SI và maxwell (Mx) trong hệ thống cgs. Hệ số chuyển đổi là 108, vì thông lượng là tích phân trường trên diện tích, diện tích có đơn vị là bình phương khoảng cách, do đó 104 (hệ số chuyển đổi từ trường) tính theo bình phương 102 (hệ số chuyển đổi khoảng cách tuyến tính, tức là xentimét trên mét). 108=104 x (102)2.